# بابی جی تامپسون
بابی جی تامپسون (انگلیسی: Bobb'e J. Thompson؛ زادهٔ ۲۸ فوریهٔ ۱۹۹۶) یک هنرپیشه، رپر و کمدین اهل ایالات متحده آمریکا است.

## گزیده فیلمشناسی
از فیلم‌ها یا برنامه‌های تلویزیونی که وی در آن نقش داشته‌است می‌توان به آثار زیر اشاره کرد.
- داستان کوسه (۲۰۰۴)
- موبایل (فیلم ۲۰۰۴) (۲۰۰۴)
- فرد کلاوس (۲۰۰۷)
- روز کلمب (فیلم) (۲۰۰۸)
- الگوها (فیلم) (۲۰۰۸)
- سرزمین گمشده (فیلم) (۲۰۰۹)
- ابری با احتمال بارش کوفته‌قلقلی (فیلم) (۲۰۰۹)
- من و ارل و دختر در حال مرگ (۲۰۱۵)
- جویی (مجموعه تلویزیونی) (۲۰۰۵)
- ۳۰ راک (۲۰۰۸–۲۰۰۹)
- دبلیودبلیوئی را (۲۰۱۰)
- ابتدایی (مجموعه تلویزیونی) (۲۰۱۳)